# Anagyrus yuccae
Anagyrus yuccae is een vliesvleugelig insect uit de familie Encyrtidae. De wetenschappelijke naam is voor het eerst geldig gepubliceerd in 1890 door Coquillet.